# Шульга, Борис Николаевич
Борис Николаевич Шульга (23 января 1926, с. Ичня, Черниговский округ, УССР, СССР — 18 октября 2002, Ижевск, Удмуртская Республика, Россия) — советский и российский учёный (инженер-механик) украинского происхождения, общественный и политический деятель. Первый ректор Удмуртского государственного университета (1972—1986), заслуженный деятель науки УАССР, заслуженный работник высшей школы России, почётный гражданин Ижевска.

## Биография
Борис Николаевич Шульга родился 23 января 1926 года в украинском селе Ичня. До Великой Отечественной войны проживал в Киеве. В июле 1941 года вместе с семьёй был эвакуирован в город Воткинск Удмуртской АССР, а позднее в том же году переехал в Куйбышев. 
В 1943 году Борис Николаевич экстерном окончил 10 классов вечерней средней школы, после чего поступил учиться в Куйбышевский авиационный институт. Окончив его в 1949 году по специальности «Самолётостроение» с присвоением квалификации инженера-механика, приступил к работе на Куйбышевском авиационном заводе им. Сталина в должности инженера-конструктора. С 1952 по 1955 годы обучался в аспирантуре Куйбышевского индустриального института на кафедре «Сопротивление материалов».
В августе 1956 года был направлен Министерством высшего и среднего специального образования СССР в Ижевский механический институт, где на кафедре «Сопротивление материалов» работал сначала в качестве ассистента, а позднее — старшего преподавателя, с 1958 по 1964 годы являясь по совместительству деканом вечернего факультета ИМИ. В 1961 году защитил кандидатскую диссертацию на тему «Исследование характера разрушения пластичных металлов в условиях концентрации напряжений при растяжении». С августа 1964 по февраль 1972 годов значился проректором по учебной работе Ижевского механического института.
В 1972 году Удмуртский государственный педагогический институт был преобразован в Удмуртский государственный университет, а Борис Николаевич Шульга был назначен его ректором. В этой должности он проработал вплоть до 1986 года, возглавляя при этом также Совет ректоров вузов УАССР. С 1986 года являлся заведующим кафедрой общетехнических дисциплин УдГУ. В 1995 году ему было присвоено звание профессора. 
В 1996—2002 годы Борис Николаевич Шульга председательствовал в Совете Старейшин УдГУ. С 2000 по 2002 годы работал в должности директора Учебно-методического центра профессиональных технологий психолого-педагогического факультета. Результаты его научных исследований отражены в 35 опубликованных работах; имеет 3 авторских свидетельства.
Помимо научной и организационной деятельности Борис Николаевич занимался также общественными и политическими вопросами: избирался депутатом Верховного Совета УАССР (1975), Ижевского городского Совета депутатов трудящихся (1969, 1971), Ижевского городского Совета народных депутатов (1980, 1985).

## Награды и премии
За годы свое работы Борис Николаевич Шульга награждён рядом наград, премий и почётных званий различного уровня:
- орден «Знак Почёта» — дважды (1971, 1981)
- орден Дружбы народов (1986)
- медаль «В ознаменование 100-летия со дня рождения Владимира Ильича Ленина» (1970)
- грамота Президиума Верховного Совета УАССР (1986)
- заслуженный деятель науки УАССР (1992)
- заслуженный работник высшей школы России
- почётный гражданин Ижевска

## Память
В память о первом ректоре УдГУ в 2003 году на стене первого корпуса университета была установлена мемориальная доска.